# آيزوبروباميد
آيزوبروباميد هو دواء مضاد للكولين طويل المفعول. استعمل في علاج القرحة الهضمية وأمراض الجهاز الهضمي الأخرى وبضمنها فرط الحموضة المعدية (الحماض الهضمي) وفرط الحركة.
يحتوي آيزوبروباميد على مجموعة كاتيون أمونيوم رابعي، ويتوفر غالبا على شكل أملاح يوديد، كما يوجد على شكل أملاح بروميد وكلوريد.
اكتشف عام 1954 في يانسن للأدوية.